# Jingmai
Planina Jingmai (kineski: 景迈山, tai: ᨯᩭᨩ᪂ᨳ ᩱᩌ่) u općini Huimin pod jurisdikcijom autonomnog okruga Lancang Lahu, grada Pu'era, provincije Yunnan, na jugozapadu Narodne Republike Kine. Jingmai graniči s okrugom Xishuangbanna Menghai na istoku i Mjanmarom na zapadu. Planina je granica između Xishuangbanne, Pu'era i Mjanmara. Planina Jingmai poznata je po proizvodnji čaja puer.
Planina Jingmai ima prosječnu nadmorsku visinu od 1.400 metara i prosječnu godišnju temperaturu od 18°C. Planina Jingmai je također jedna od „Šest velikih planina čaja” (kin. 六大茶山, iù dà chá shān). Stabla čaja na plantažama čaja uzgajaju tisućama godina preci lokalnih naroda Bulang i Dai.
Kulturni krajolik šuma čaja planine Jingmai u Pu'eru, koji se prostire na površini od oko 28.000 km² (19.095,74 hektara), upisana je 2023. god. na na UNESCO-ov popis mjesta svjetske baštine u Aziji kao trenutno je najbolje očuvani, najstariji i najveći kultivirani drevni čajni vrt na svijetu.

## Vanjske poveznice
|  | Zajednički poslužitelj ima još gradiva o temi Jingmai |